# دوریس مالوی
دوریس مالوی (انگلیسی: Doris Malloy؛ ۱۱ مه ۱۹۰۱ – ۶ نوامبر ۱۹۵۵) فیلم‌نامه‌نویس اهل ایالات متحده آمریکا بود. وی بین سال‌های ۱۹۲۶ تا ۱۹۴۳ میلادی فعالیت می‌کرد.
از فیلم‌هایی که وی در آن‌ها نقش داشته‌است، می‌توان به مجنون هیتلر، تایتان‌ها، دایموند جیم و دیشب را به‌خاطر داری؟ اشاره نمود.